# Estadi Municipal d'Aveiro
L'Estadi Municipal d'Aveiro (Estádio Municipal de Aveiro en portuguès) és un estadi de futbol de la ciutat d'Aveiro (Portugal), i és la seu del club de futbol de la ciutat, el SC Beira-Mar. L'estadi fou dissenyat per l'arquitecte portuguès Tomás Taveira, té una capacitat d'uns 30.000 espectadors i es va inaugurar el 15 de novembre de 2003 amb un partit amistós que va enfrontar les seleccions nacionals de Portugal i Grècia. Va ser un dels 10 estadis empleats durant la celebració de l'Eurocopa 2004 de Portugal.
Compta amb 19 bars, 2 restaurants, 1 auditori, 6 llocs de primers auxilis, 4 balnearis, 4 gimnasos i diverses botigues en les seves instal·lacions.

## Galeria d'imatges

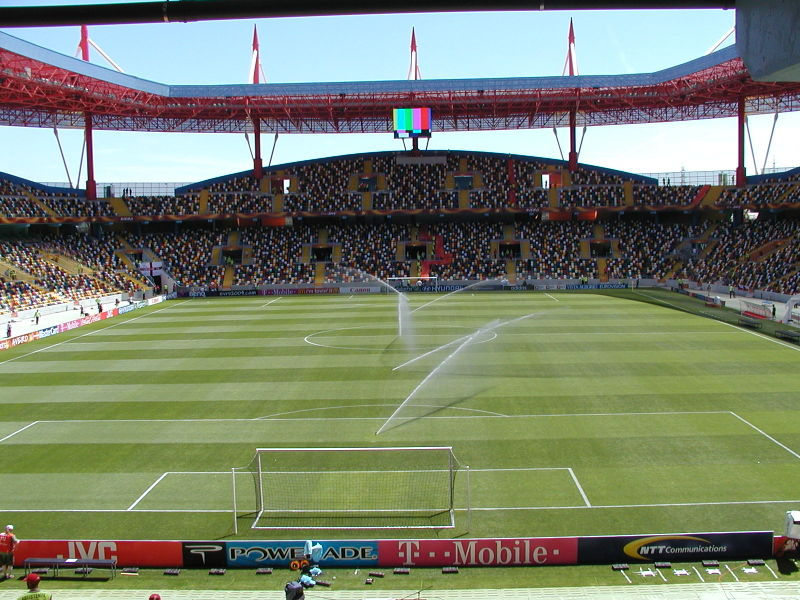
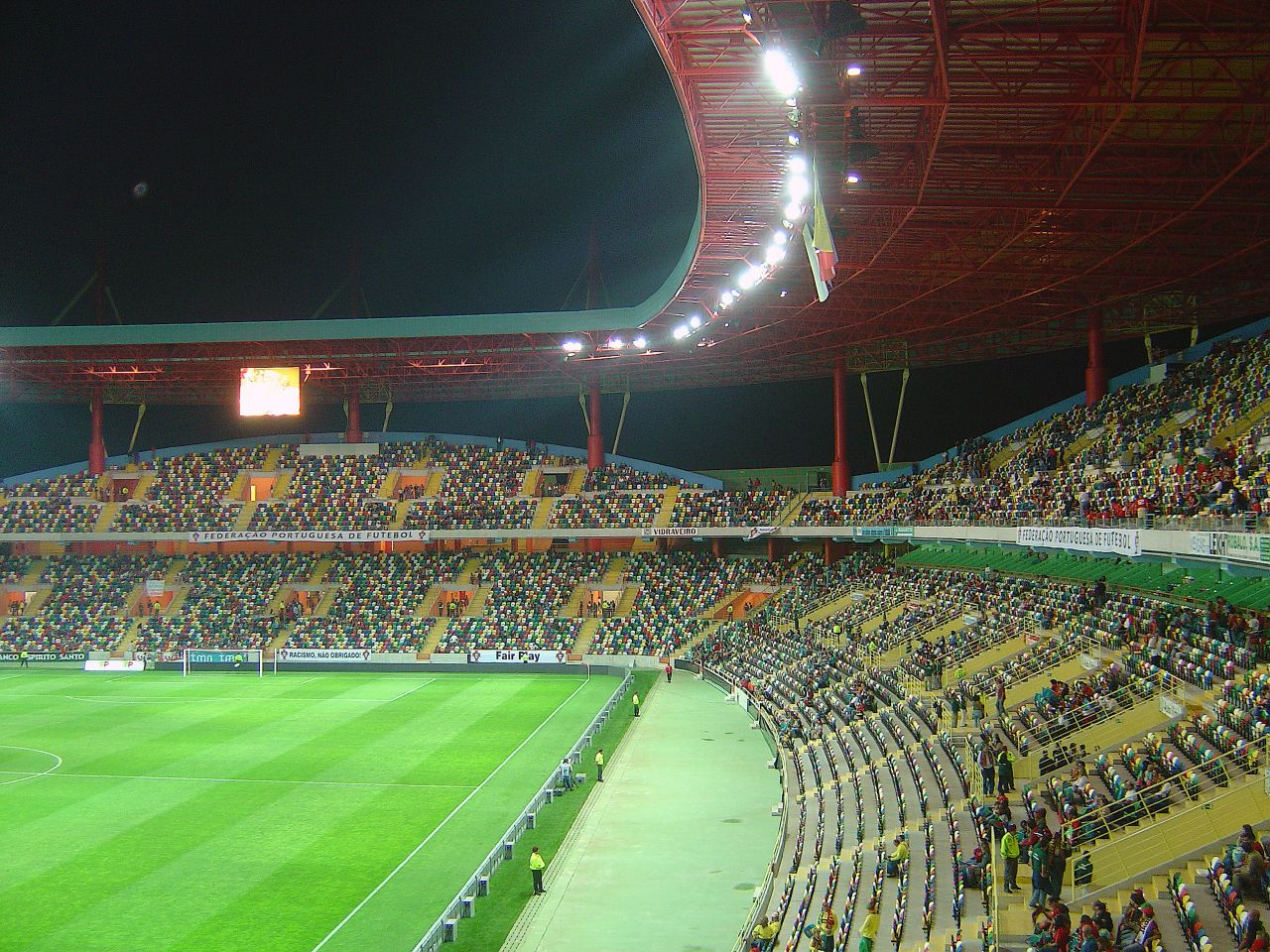
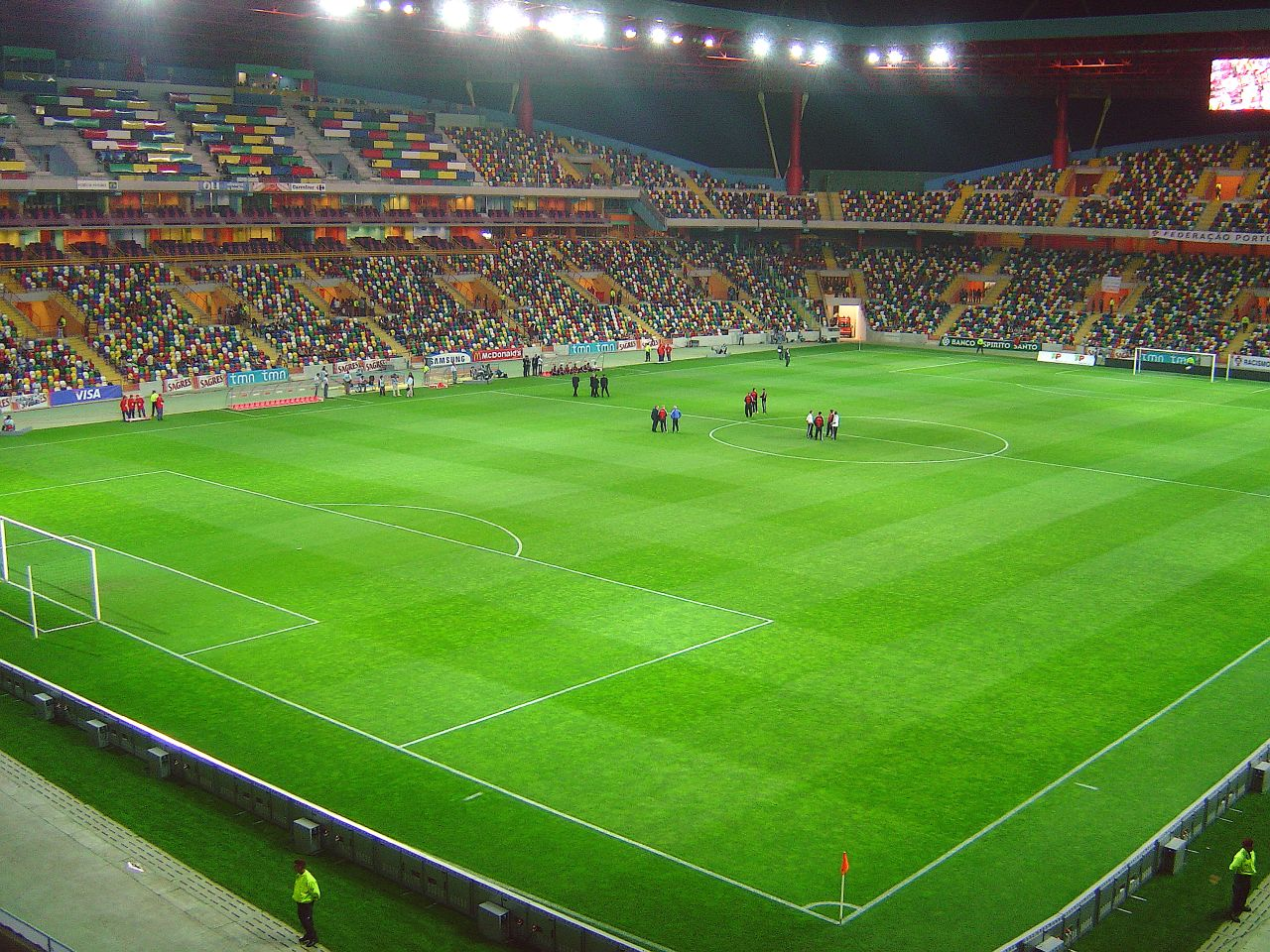